# Ritmus- és zenei intelligencia
A zenei intelligencia annak képessege, hogy zenét szerezzünk, jól énekeljünk, hangszeren jól játsszunk.
A zenei/ritmus intelligencia Howard Gardner rendszerében a hét intelligenciatípus egyike.

## Jellemzői
A ritmussal, a zenével való bánás, a hallás területén megmutatkozó intelligencia. Azok a gyerekek, akik ezen a téren magas szinten vannak, később is nagyobb érzékenységet mutatnak a hangok, a ritmus, a hangmagasságok, a zene területén. Általában jó a hallásuk, esetleg még abszolút hallásuk is van. Tudnak énekelni, hangszereken játszani és zenét szerezni. A hallás terén mutatott képességek kedvezőek a hallás útján való tanulásra. Tanuláskor és memorizáláskor gyakran dalocskákat vagy rigmusokat alkalmaznak. Esetleg háttérzene mellett dolgoznak a legjobban.